# Wapenbord
Een wapenbord is een plaat van hout of metaal waarop het wapen van een persoon of instelling is geschilderd. Men vindt dergelijke borden bij grenzen, ambassades en op officiële gebouwen. Wapenborden zijn ook een deel van de traditie van de ridderorden.
Het wapenbord moet niet worden verwisseld met het rouwbord waarop het wapen van een overledene is geschilderd. Ook het wapen dat een hofleverancier op de gevel mag hangen is geen wapenbord. Het is ook geen wapenkast omdat daarin echte wapens en een helm worden opgehangen. Het wapenbord heeft met een levende persoon van doen. Soms bleven de wapenborden van ridders ter herinnering aan de overledene, of omdat de orde ophield te bestaan, op hun plaats hangen. Het is gebruikelijk dat het wapenbord van een overledene óf wordt weggehaald óf op een andere eervolle plaats te midden van de wapenborden van andere overleden ridders wordt opgehangen.
Aan een aantal hoven is het gebruik dat de ridders in ridderorden hun wapenbord ophangen. Een ridder in de Orde van de Kousenband hangt zijn schild, zwaard en helm in de kapel van de orde. Bij deze orde is dus geen sprake van een wapenbord en de geëmailleerde en beschilderde bordjes in de Saint George's Chapel in Windsor Castle zijn "stalplaten" en geen wapenborden.
De ridders die het kapittel van de Orde van het Gulden Vlies bijwoonden kregen op hun plaats, meestal in het koor van de kerk, een geschilderd bord met hun wapen en naam. Deze borden bleven na het kapittel in de kerk aanwezig. Men vindt ze onder andere in de Grote Kerk in 's-Gravenhage, in Gent en in de Kathedraal van Barcelona.
Het voorbeeld vond overal navolging. Dat geschiedde ook in het kleine markgraafschap Bayreuth al was de "achievment" van een ridder in de Ordre de la Sincérité eenvoudiger dan in de grote orden van de Europese koningen en keizers. Men beperkte zich tot een ovale beschilderde plaat.
Een ridder in de Orde van de Olifant hangt nog steeds zijn ovale wapenbord in de kapel van deze Deense ridderorde in slot Frederiksborg. Daar vindt men dan ook de wapenborden van een aantal Deense, Belgische, Nederlandse, Zweedse en andere vorsten. Opvallend zijn de daar hangende wapenborden van Niels Bohr en Winston Churchill.
In Nederland en België komen de wapenborden niet meer voor.
De wapens en namen van de ridders in de Zweedse Orde van de Serafijnen worden ook in de kapel van die orde in Stockholm vermeld.

## Heraldiek
Ook op het wapenschild zelf kan een wapenbord worden gelegd. Dat is meestal een vermeerdering van een bestaand wapen en de vermeerdering dekt de kwartieren en de giguren waarmee het schild beladen is geheel of gedeeltelijk af. Een fraai voorbeeld van zo'n vermeerdering is het wapen van de hertogen van Wellington waarop een wapenbord met de Britse vlag, de "Union Jack" is gelegd.

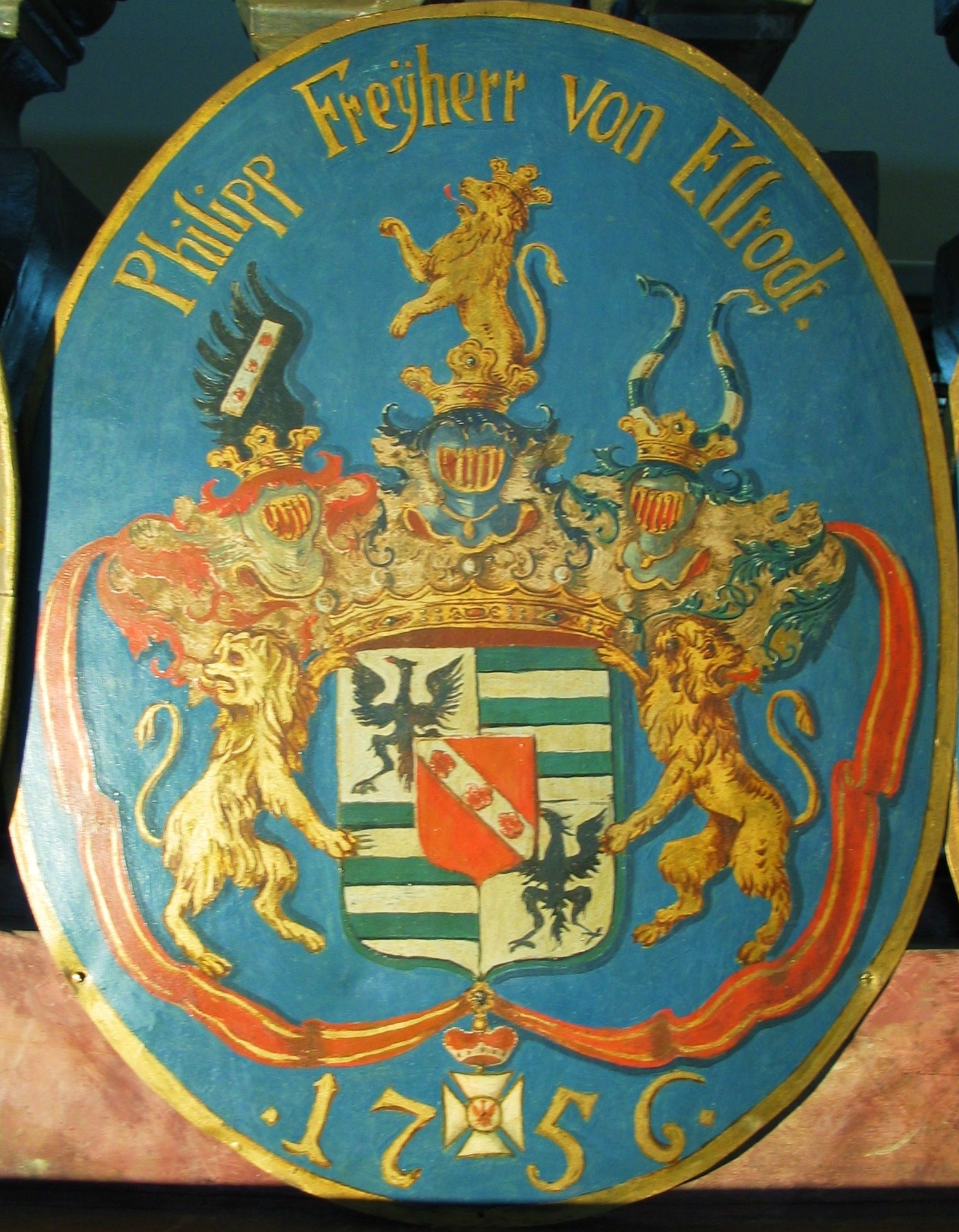
Het wapenbord van ridder von Elrodt in de kerk van Sankt-Georgen in Bayreuth.
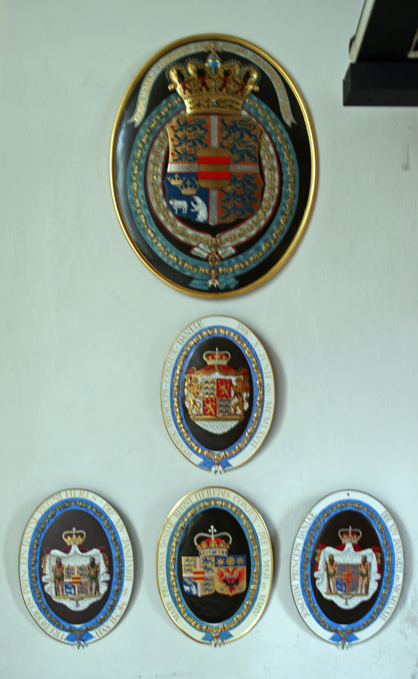
Wapenborden van de regerende Deense koningin, haar gemaal, haar oudste zoon, schoondochter en jongere zoon in Frederiksborg.
Hertogelijk wapen van de Hertog van Wellington met een vermeerdering in de vorm van een wapenbord.

adelaar · Agnus Dei · alliantiewapen · andreaskruis · ankerkruis · armoriaal · baldakijn · barensteel · bezant · Bourgondisch kruis · brisure · cartouche · centaur · cordelière · dekkleed · dorpsvlag · dorpswapen· drieberg · dubbelkoppige adelaar · dwarsbalk · fleur de lis · fleuron · Friese adelaar · gaande leeuw · gecarteleerd · Gelderse leeuw · gepaald · gravenkroon · groot wapen · griffioen · hartschild · helmkroon · helmteken · heraldische kleur · herautstuk · hermelijn · hoed · Hollandse tuin · huismerk · Jeruzalemkruis · karbonkel · keizerskroon · keper · koek · kromstaf · kroon · krukkenkruis · kwartier · kwartileren · kwartierzoom · leeuw · markiezenkroon · merlet · molenijzer · motto · muurkroon · nassaublauw · natuurlijke kleur · Nederlandse leeuw · Nederlandse Maagd · ombrellino · ordeketen · palen · pentagram · pijlenbundel · raadselwapen · raaf · respectant · riddertoernooi · rijksbanier · rijkskleuren · rijksstandaard · rijkswapen · roos · Rudolfinische keizerskroon · Saksenros · Saladins Adelaar · scharlakenrood · schildhoofd · schildhouder · schildvoet · schildzoom · schoof · schuinbalk · schuinstreep sinister · sinister · sleutels van Petrus · socialistische heraldiek · sprekend wapen · stadskleuren · standaard · stedenmaagd · ster · tinctuur · vair · vermeerdering · vlag · vorstenhoed · vrijheidshoed · vrijkwartier · vrouwenwapen · wapen · wapenbelasting · Wapenboek Beyeren · Wapenboek Gelre · wapenbord · wapendiploma · wapendier · wapenkast · wapenkoning · wapenmantel · wapenrecht · wapenrol · wapenstier · wapentent · wassende en afnemende maan · Waterlandse zwaan · Westfriese boomwapens · wildeman · wolfsangel · wrong